# Legge sui rapporti tra lo Stato e gli istituti scolastici privati
La legge sui rapporti tra lo Stato e gli istituti scolastici privati, nota come legge Debré (dal nome di Michel Debré, Primo ministro e Ministro dell'istruzione), è una delle principali leggi francesi in materia di istruzione. Fu adottata il 29 dicembre 1959.
Nel 2000 fu oggetto di un'abrogazione tecnica, necessaria per la sua incorporazione, a diritto invariato, nel Codice dell'educazione.
La legge offriva alle scuole private cattoliche un contratto quadro in cui era lo Stato a stipendiare gli insegnanti con le stesse retribuzioni del pubblico impiego (a meno dei diritti pensionistici) e a sovvenzionare generosamente l'istruzione non statale a patto che queste avessero adottato i programmi della scuola pubblica, in particolare rinunciando al catechismo e all'insegnamento di tipo confessionale.

## Origine
La legge Debré giunse in un momento difficile per l'istruzione privata in Francia. Sebbene il Regime di Vichy avesse favorito l'istruzione privata, i successivi governi repubblicani avevano abolito le sovvenzioni concesse precedentemente. L'istruzione privata rimase un punto di scontro politico tra la destra e la sinistra repubblicana, favorevole al sistema scolastico libero, laico e obbligatorio di Jules Ferry.
La guerra per la legislazione scolastica continuò negli anni Cinquanta. Nel settembre 1951 fu approvata la legge Marie-Barangé, che sovvenzionava  con l'equivalente di 60 euro all'anno le famiglie che iscrivevano i figli nelle scuole private. I governi successivi cercarono di preparare una mediazione per uscire da questa guerra politica: accettare sovvenzioni pubbliche per l'istruzione privata in cambio di un maggiore controllo pubblico su questi istituti.
Tra giugno e ottobre Michel Debré istituì una commissione, presieduta dal socialista Pierre-Olivier Lapie. Il progetto preliminare fu pronto a novembre. Charles de Gaulle lo rilesse e lo revisionò. Il progetto fu così accorpato ad un altro, preparato da André Boulloche, Ministro dell'istruzione pubblica. Il Consiglio di Stato si pronunciò sul testo il 15 dicembre. Boulloche si dimise dopo i virulenti dibattiti del 22 dicembre e Debré assunse il suo incarico ad interim. La legge fu promulgata il 31 dicembre 1959.

## Contenuto
La legge Debré introdusse un nuovo sistema di contratti tra lo Stato e le scuole private, opzionale per quest'ultime. Lo Stato concedeva un aiuto, pretendendo in cambio che il programma di studi fosse lo stesso delle scuole pubbliche e, in particolare, che fosse reso opzionale l'insegnamento del catechismo. L'ispezione diventava obbligatoria e i bambini di fede diversa da quella insegnata nella scuola non potevano essere rifiutati.
Gli insegnanti erano retribuiti dallo Stato con le stesse tabelle salariali dei dipendenti delle scuole pubbliche. Tuttavia, le loro pensioni dipendevano dal regime generale e dai fondi pensione integrativi, fatto che comportava una differenza sia nella retribuzione netta (aliquota contributiva più alta) sia nei diritti pensionistici (le pensioni erano di solito molto più basse).
Sostanzialmente, le scuole cattoliche perdevano la propria autonomia (gestionale, organizzativa, didattica e amministrativa), sacrificando anche il carattere confessionale degli istituti che veniva compromesso dall'obbligatorietà dell'apertura interreligiosa e dell'esclusione di una materia caratterizzante come il catechismo.

## Sviluppi futuri
La legge fu accolta con rassegnazione da laici e moderati. I più accaniti oppositori della legge si riunirono il 19 giugno 1960 al Bois de Vincennes per prestare il giuramento di Vincennes.
Due serie di decreti necessari per la sua applicazione furono adottati nell'aprile e nel luglio 1960. La legge fu applicata a partire dall'estate del 1960.
Essa fu abrogata dall'ordinanza del 22 giugno 2000 e incorporata, a diritto invariato, nel Codice dell'educazione.
Pierre Milza e Jean-François Sirinelli considerano la Legge Debré come uno dei principali testi legislativi promossi da Michel Debré.